# Trypanophora anchora
Trypanophora anchora är en fjärilsart som beskrevs av Druce 1891. Trypanophora anchora ingår i släktet Trypanophora och familjen bastardsvärmare. Inga underarter finns listade i Catalogue of Life.